# Dunbar (Escòcia)
Dunbar (gaèlic: Dùn Barra) és una vila i antic burg reial escocès que està situada a la costa sud-est d'Escòcia, aproximadament a 30 quilòmetres de la capital Edimburg. Està en el consell unitari d'East Lothian.
La seva població és de 6354 habitants. El 84,26% de la població han nascut a Escòcia, menys que la mitjana nacional del 87,15%. El 11,16% han nascut a Anglaterra, més que la mitjana nacional de l'8,08%. Només el 0,31% dels habitants de Dunbar parla gaèlic escocès (mitjana nacional de l'1,06%).
Un dels seus monuments històrics més destacats és el castell de Dunbar, romanent d'una de les més poderoses fortaleses d'Escòcia, situada sobre el port de la ciutat.
És la localitat natal del naturalista nord-americà John Muir.

## Ciutats agermanades
- Lignières, França
- Martínez, Califòrnia

## Galeria

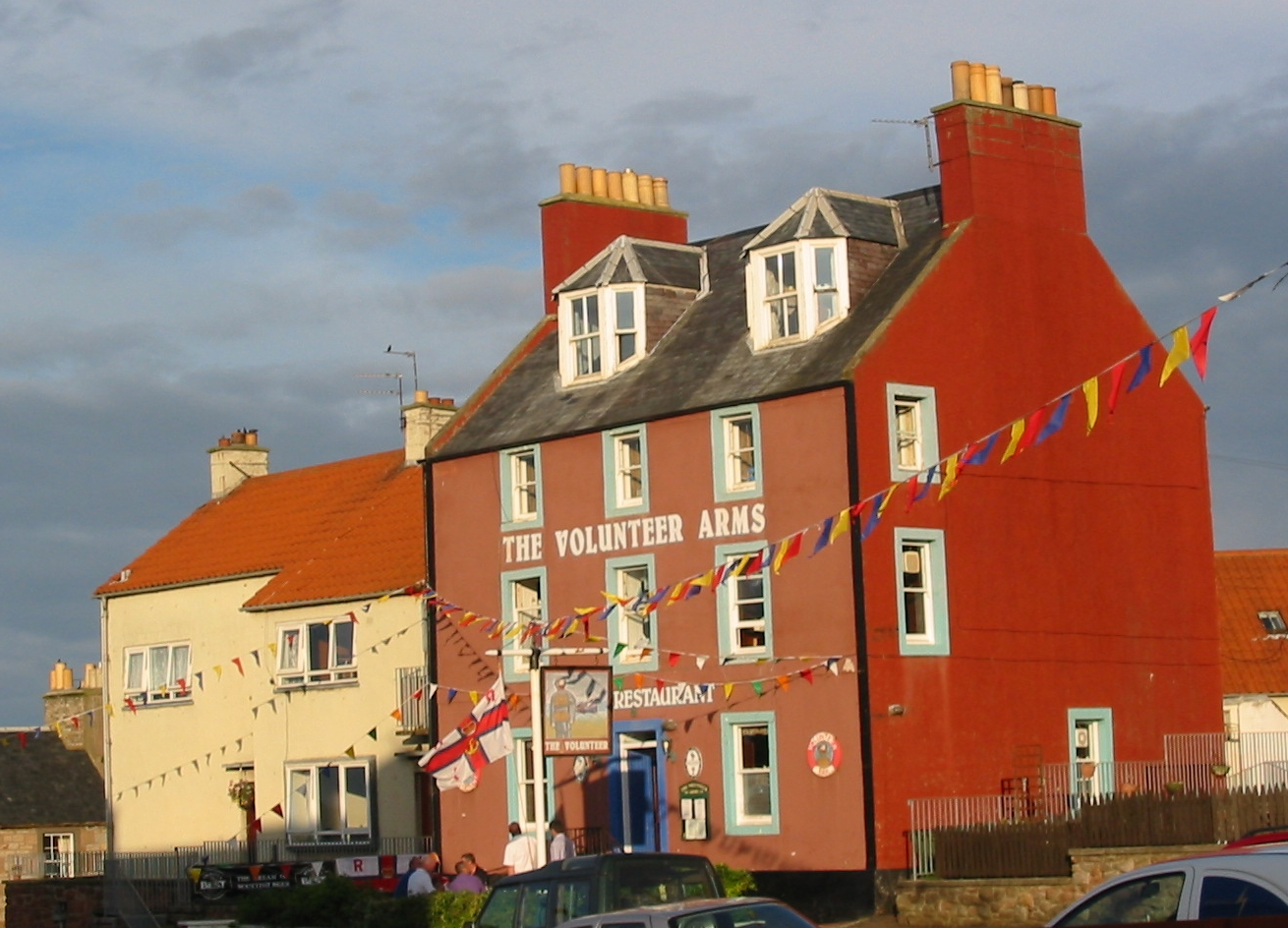
Pub a Dunbar
Port de Dunbar